# Charles Herbert Allen

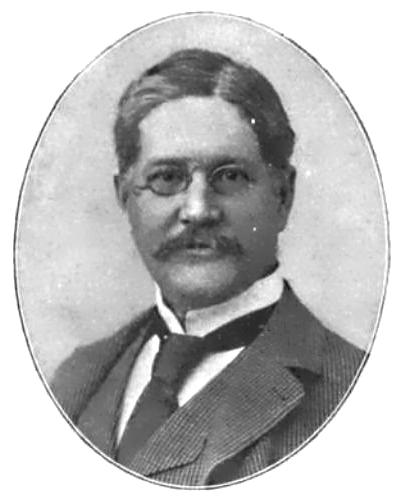
Charles Herbert Allen

Charles Herbert Allen (* 15. April 1848 in Lowell, Massachusetts; † 20. April 1934 ebenda) war ein US-amerikanischer Politiker und Künstler.
Nach seinem Abschluss am Amherst College 1869 arbeitete er in der Holzfabrik seines Vaters Otis Allen. Im folgenden Jahr heiratete er Harriet C. Dean aus Manchester (New Hampshire), mit der er zwei Kinder hatte. Später wurde er Kurator des Amherst College und erhielt 1900 einen LLD-Titel.
Allens politische Karriere begann im Schul-Komitee von Lowell, wo er die Abendschule initiierte. Von 1881 bis 1882 saß er im Repräsentantenhaus von Massachusetts, 1883 gehörte er dem Staatssenat an. Als Vertreter der Republikaner war er vom 4. März 1885 bis zum 3. März 1889 Mitglied des US-Repräsentantenhauses im 49. und 50. Kongress. Bei der Wahl zum Gouverneur von Massachusetts scheiterte er 1890 an William Russell.
1884 erhielt er den Titel „Colonel“, als Gouverneur George D. Robinson ihn in seinen persönlichen Stab aufnahm. Allens Freunde sprachen ihn immer mit diesem Titel an. Allen arbeitete von 1897 bis 1898 als Gefängnis-Beauftragter von Massachusetts.
1898 ernannte US-Präsident William McKinley ihn zum stellvertretenden Marineminister, als Theodore Roosevelt den Posten aufgab, um in den Spanisch-Amerikanischen Krieg zu ziehen. Allen hatte das Amt bis 1900 inne. Nach Kriegsende ernannte McKinley ihn zum ersten zivilen Gouverneur von Puerto Rico. Bei Allans Rückzug aus dem Amt war die Regierung der Insel schuldenfrei und verfügte über eine Million Dollar.
Allan kehrte nach Lowell zurück und entwickelte ein Interesse an Banken und anderen Unternehmen. Er übernahm mehrere Posten im Direktorium von Banken und Geschäften in Lowell und New York. Er war außerdem Vizepräsident der Morton Trust Co. und der Morgan Guaranty Trust Company in New York sowie Präsident der American Sugar Refining Company.
27 Landschafts- und Meeres-Gemälde, die Allen malte, befinden sich in der Sammlung des Whistler House Museum of Art in Lowell. Sein Haus steht heute auf dem südlichen Campus der University of Massachusetts Lowell.